# Charles Edwin Bennett
Charles Edwin Bennett (6 avril 1858 – 2 mai 1921) était un professeur américain de lettres classiques et de langue latine à l'Université Cornell. Il est surtout connu pour son livre New Latin Grammar, publié pour la première fois en 1895 et toujours imprimé aujourd'hui.

## Biographie
Né à Providence, Rhode Island, Bennett est diplômé de l'Université Brown en 1878 et a également étudié à Harvard (1881-1882) et en Allemagne (1882-1884). Il a enseigné dans des écoles secondaires en Floride (1878-1879), à New York (1879-1881) et au Nebraska (1885-1889), et est devenu professeur de latin à l'Université du Wisconsin-Madison en 1889, de philologie classique à l'Université Brown en 1891 et de latin à l'Université Cornell en 1892. Ses études syntaxiques, notamment divers articles sur le subjonctif, sont basées sur un examen statistique des textes latins et sont marquées par un nouveau système de nomenclature ; il est classé parmi les chefs de file de la nouvelle école américaine de syntaxiens, qui insistent sur un réexamen préliminaire de toutes les données disponibles. 

## Œuvres
Sa défense de la lecture quantitative des vers latins et sa Critique de quelques théories subjonctives récentes dans le volume IX (1898) de Cornell Studies in Classical Philology, dont il fut l'un des éditeurs, sont d'une grande importance. La Latin Grammar de Bennett (1895) est la première tentative réussie en Amérique d'adopter la méthode de la brève et savante Schulgrammatik. Outre les classiques latins couramment lus dans les cours secondaires et d'autres manuels de la Latin Series de Bennett, il a édité le Dialogue des Orateurs de Tacite (1894) et le De Senectute (1897) et le De Amicitia (1897) de Cicéron. Il a écrit The Teaching of Greek and Latin in Secondary Schools (1900), avec George P. Bristol, et The Latin language, a historical outline of its sounds inflexions, and syntax (1907), avec William Alexander Hammond, et a traduit les Caractères de Théophraste (1902), ainsi que l'édition de la Loeb Classical Library des Odes et épodes d'Horace (1914).
Il a été président de l'American Philological Association en 1907. Il a été élu à l'American Philosophical Society en 1913.

## Autres références bibliographiques
- Appendix to Bennett's Latin Grammar for Teachers and Advanced Students (1895)
- Foundations of Latin (1898)  (ISBN 978-1-104-15979-5)
- Latin Lessons (1901)
- Caesar's Gallic War (1903)
- Cicero's Selected Orations (1904)
- Virgil's Aeneid (1904)
- Preparatory Latin Writer (1905)
- Syntax of Early Latin, 2 vols. (1910, 1914)
- New Latin Composition (1912)
- New Latin Grammar (1918)
- New Cicero (1922)